# Lisjaki
Lisjaki – wieś w Słowenii, w gminie Komen. W 2018 roku liczyła 33 mieszkańców.